# گورو (استان میدلندز)
گورو (به لاتین: Gweru) یک منطقهٔ مسکونی در زیمبابوه است که در استان میدلندز واقع شده‌است. گورو ۱۴۱٬۸۶۲ نفر جمعیت دارد و ۱٬۴۲۴ متر بالاتر از سطح دریا واقع شده‌است.

## خواهرخوانده
شهرهای برمینگم، آلاباما، Tsumeb و منچستر، نیوهمپشایر خواهرخوانده‌های گورو (استان میدلندز) هستند.